# Twierdzenie Bourbakiego-Witta o punkcie stałym
Twierdzenie Bourbakiego-Witta o punkcie stałym – twierdzenie teorii porządków mówiące, że jeżeli {\displaystyle (X,\leqslant )} jest zbiorem częściowo uporządkowanym w którym każdy łańcuch ma kres górny, to każda funkcja {\displaystyle f\colon X\to X} spełniająca warunek
{\displaystyle x\leqslant f(x)} dla każdego {\displaystyle x\in X}
ma punkt stały, to znaczy istnieje taki element {\displaystyle x_{*}} w zbiorze {\displaystyle X,} że
{\displaystyle f(x_{*})=x_{*}.}
Korzystając z twierdzenia Bourbakiego-Witta (i aksjomatu wyboru), można udowodnić twierdzenie Hausdorffa o łańcuchu maksymalnym i lemat Kuratowskiego-Zorna. Twierdzenie to udowodnili niezależnie Nicolas Bourbaki i Ernst Witt.